# 天津瑞隆洋行大楼
天津瑞隆洋行大楼是瑞隆洋行在中国天津建造的分行大楼。该分行开设于1867年，选址在天津英租界的主要街道维多利亚道（今解放北路197号），该建筑目前是天津市和平区文物保护单位和重点保护等级历史风貌建筑。现为办公用房。

## 瑞隆洋行
瑞隆洋行由英国人戴维斯创办，开设于二十世纪二十年代。戴维斯原为天津英商赛马会非正式骑师，当时受天津实业家高星桥资助开办瑞隆洋行，洋行经营范围包括外汇、黄金、股票、房地等产业务，为当时天津主要证券交易所之一。

## 建筑特点
天津瑞隆洋行大楼为二层砖木结构楼房。建筑外立面为红砖清水墙面，正立面对称，建筑首层为混水饰面，设有方窗和拱券门。建筑二层设有拱券窗，窗间以简化爱奥尼克壁柱装饰。建筑转角处均设有罗汉腿壁柱进行装饰。屋顶为坡状，上方出老虎窗，屋顶两侧各有一小型穹隆顶塔楼。